# جزيرة كوكيه
جزيرة كوكيه (بالإنجليزية: Coquet Island)‏ هي جزيرة صغيرة تبلغ مساحتها حوالي 6 هكتارات (15 فدانًا)، وتقع على بعد 1.2 كيلومتر (0.75 ميل) قبالة أمبل على ساحل نورثمبرلاند، شمال شرق إنجلترا. يتم تضمينه في أبرشية Hauxley المدنية.